# Baïssama Sankoh
Ne doit pas être confondu avec Mohamed Sankoh.
Baïssama Sankoh, né le 20 mars 1992 à Nogent-sur-Marne, est un footballeur international guinéen qui évolue au poste milieu défensif à l'US Le Pays du Valois.

## Carrière

### En club
Baïssama Sankoh est né le 20 mars 1992 à Nogent-sur-Marne, d'un père sierra-léonais et d'une mère guinéenne. 
Il arrive à l'En avant Guingamp en 2008. Il dispute son premier match en professionnel lors d'une rencontre de Ligue 2 face au Mans le 14 janvier 2012. Il connaît d'ailleurs trois titularisations successives durant ce mois de janvier, et dispute au total quatre rencontres de championnat lors de cette saison 2011-2012. Il était à l'époque facilement reconnaissable sur un terrain de football puisqu'il portait un casque afin de protéger une cicatrice due à l'opération d'une bosse sur le front.
Durant la saison 2012-2013, il gagne peu à peu la confiance de son entraîneur, Jocelyn Gourvennec, disputant deux rencontres en tant que titulaire au mois d‘août, puis en disputant cinq rencontres consécutives à partir du mois de novembre.
Malheureusement, le 3 décembre 2012, lors de la rencontre face à Istres, il est victime d'une fracture du péroné. Il fera son retour dans le groupe professionnel en fin de saison, sans toutefois entrer en jeu.
Souhaitant retrouver une place de titulaire, il quitte le club et rejoint le SM Caen en juillet 2017. Il résilie son contrat le 31 janvier 2020.
Le 6 juin 2020, il quitte à l'amiable l'Ascoli Calcio 1898, sans avoir disputé un seul match avec le club italien.
Le 8 août 2020, il prend la direction de Chypre pour signer au club de Nea Salamina.

### En sélection
Il est appelé pour la première fois en équipe nationale de Guinée le 21 mai 2013 pour les rencontres face au Mozambique et au Zimbabwe. Il ne connaîtra cependant sa première sélection qu'au mois d'août de la même année, lors d'une rencontre face à l'Algérie.

## Statistiques
| Saison                | Club                  | Championnat           | Championnat | Championnat | Coupe nationale | Coupe nationale | Coupe de la Ligue | Coupe de la Ligue | Compétition(s) continentale(s) | Compétition(s) continentale(s) | Compétition(s) continentale(s) | Guinée | Guinée | Total | Total |
| Saison                | Club                  | Division              | M.          | B.          | M.              | B.              | M.                | B.                | Comp.                          | M.                             | B.                             | M.     | B.     | M.    | B.    |
| 2010-2011             | EA Guingamp           | National              | -           | -           | 1               | 0               | -                 | -                 | -                              | -                              | -                              | -      | -      | 1     | 0     |
| 2011-2012             | EA Guingamp           | Ligue 2               | 4           | 0           | -               | -               | -                 | -                 | -                              | -                              | -                              | -      | -      | 4     | 0     |
| 2012-2013             | EA Guingamp           | Ligue 2               | 5           | 0           | 1               | 0               | 1                 | 0                 | -                              | -                              | -                              | -      | -      | 7     | 0     |
| 2013-2014             | EA Guingamp           | Ligue 1               | 11          | 0           | 1               | 0               | -                 | -                 | -                              | -                              | -                              | 2      | 0      | 14    | 0     |
| 2014-2015             | EA Guingamp           | Ligue 1               | 9           | 0           | 1               | 0               | 1                 | 0                 | C3                             | 3                              | 0                              | 8      | 0      | 22    | 0     |
| 2015-2016             | Stade brestois (prêt) | Ligue 2               | 32          | 0           | -               | -               | 1                 | 0                 | -                              | -                              | -                              | 4      | 0      | 37    | 0     |
| Sous-total            | Sous-total            | Sous-total            | 32          | 0           | -               | -               | 1                 | 0                 | -                              | -                              | -                              | 4      | 0      | 37    | 0     |
| 2016-2017             | EA Guingamp           | Ligue 1               | 17          | 0           | 2               | 0               | 2                 | 0                 | -                              | -                              | -                              | 2      | 0      | 23    | 0     |
| Sous-total            | Sous-total            | Sous-total            | 46          | 0           | 6               | 0               | 4                 | 0                 | -                              | 3                              | 0                              | 12     | 0      | 71    | 0     |
| 2017-2018             | SM Caen               | Ligue 1               | 26          | 0           | 2               | 0               | 2                 | 0                 | -                              | -                              | -                              | 1      | 0      | 31    | 0     |
| 2018-2019             | SM Caen               | Ligue 1               | 15          | 0           | 3               | 0               | 1                 | 0                 | -                              | -                              | -                              | 4      | 0      | 23    | 0     |
| 2019-2020             | SM Caen               | Ligue 2               | 9           | 4           | -               | -               | 1                 | 0                 | -                              | -                              | -                              | 1      | 0      | 11    | 4     |
| Sous-total            | Sous-total            | Sous-total            | 50          | 4           | 5               | 0               | 4                 | 0                 | -                              | -                              | -                              | 6      | 0      | 65    | 4     |
| 2019-2020             | Ascoli Calcio         | Serie B               | -           | -           | -               | -               | -                 | -                 | -                              | -                              | -                              | -      | -      | 0     | 0     |
| Sous-total            | Sous-total            | Sous-total            | -           | -           | -               | -               | -                 | -                 | -                              | -                              | -                              | -      | -      | 0     | 0     |
| 2020-2021             | Nea Salamina          | Chypre                | 2           | 0           | -               | -               | -                 | -                 | -                              | -                              | -                              | -      | -      | 2     | 0     |
| Total sur la carrière | Total sur la carrière | Total sur la carrière | 82          | 0           | 6               | 0               | 5                 | 0                 | -                              | 3                              | 0                              | 17     | 0      | 113   | 0     |